# Lobocheilos hispidus
 Lobocheilos hispidus és una espècie de peix cipriniforme de la família dels ciprínids.